# Чонград-Чанад (жупанија)
Чонградско-чанадска жупанија, (мађ. Csongrád-Csanád megye) је једна од жупанија региона великих равница и северне мађарске у Мађарској и налази се у јужном делу регије велике јужне равнице.
Чонградско-чанадску жупанију река Тиса дели на два дела. Своје границе дели са Србијом и Румунијом и са мађарским жупанијама Бач-Кишкун, Јас-Нађкун-Солнок и Бекеш. Површина жупаније је 4.262,68 km² а седиште жупаније је град Сегедин.

## Природне одлике
Цела жупанија лежи на равничарском подручју Панонске низије, са великим бројем сунчаних дана и богатом црницом, што је чини једним од веома важних пољопривредних делова Мађарске.
Највиша надморска висина жупаније је Ашотхалом (Ásotthalom) (125 m), а најнижа Ђаларет (Gyálarét) (78 m, уједно и најнижа надморска висина Мађарске).

## Историја
Данашње подручје Чонградско-чанадске жупаније је одређено уређењем из 1950. године. Укинута је чанадска жупанија и делови припојени Чонградској. Такође, жупанији су припојени градови и општине бивше, Торонталске жупаније, Кишзомбор и Мако. Од 4. јуна 2020. године носи данашњи назив.
Седиште жупе је првобитно било премештено из Сентеша у Ходмезевашархељ, па после 1962. године у Сегедин.

## Привреда
Најпознатији производи ових крајева су паприка код Сегедина и лук код Макоа. Поред ових најпознатијих такође значајни пољопривредни производи су жито, поврће и воће. Половина лука, паприке и поврћа произведене у Мађарској потичу из ове жупаније. Жупанија је такође богата нафтом и природним гасом.
Захваљујући плодном земљишту Чонградска жупанија учествује у Мађарској привреди са 6,2%. После жита и кукуруза трећи по реду производ је сунцокрет. Такође од значаја је и производња шећерне репе, црног и белог лука. Најбогатији са производњом поврћа су крајеви у околини градова Мако и Сегедин.

### Срезови у жупанији Чонград
У Чонградско-чанадској жупанији постоји 7 срезова.
Срезови у жупанији Чонград-Чанад са основним статистичким подацима:
| Име среза          | Седиште         | Површина (km²) | Број становника (1. јануар 2007) | Број насеља |
| ------------------ | --------------- | -------------- | -------------------------------- | ----------- |
| Чонградски         | Чонград         | 339,24         | 24.206                           | 4           |
| Ходмезевашархељски | Ходмезевашархељ | 707,77         | 58.416                           | 4           |
| Киштелечки         | Киштелек        | 410,20         | 19.012                           | 6           |
| Макошки            | Мако            | 703,85         | 48.828                           | 17          |
| Морахаломачки      | Морахалом       | 534,77         | 26.265                           | 9           |
| Сегедински         | Сегедин         | 753,11         | 203.508                          | 12          |
| Сентешки           | Сентеш          | 813,84         | 43.516                           | 8           |

### Градови-срезови
- Сегедин Szeged - седиште жупаније
- Ходмезевашархељ

### Градске општине
(Ред списка је направљен по опадајућем низу броја становника датог места, попис је из 2001. године, курзивним текстом су написана оригинална имена на мађарском језику), а у заградама је број становника.
- Сентеш Szentes,
- Мако ,
- Чонград Csongrád,
- Шандорфалва Sándorfalva,
- Киштелек Kistelek,
- Миндсент Mindszent,
- Морахалом Mórahalom,

### Села
| - Алђе , - Амброзфалва , - Апатфалва , - Арпадхалом , - Ашотхалом , - Бакш , - Балашћа , - Бордањ , - Ченгеле , - Дерекеђхаз , - Деск , - Доц , - Домасек , | - Еперјеш , - Етемеш , - Закањсек , - Жомбо . - Илеш , - Кираљхеђеш , - Кишзомбор , - Кларафалва , - Кевеђ , - Кибекхаза , - Мађарчанад , - Марошлеле , - Мартељ , | - Нађер , - Нађлак , - Нађмагоч , - Нађтеке , - Офелдеак , - Опустасер , - Питварош , - Пустамергеш , - Пустасер , - Реске , - Ружа , - Саћмаз , - Сегвар , | - Секкуташ , - Тисасигет , - Темеркењ , - Ујсентиван , - Фабијаншебешћен , - Фелђе , - Ференцсалаш , - Фелдеак , - Форашкут , - Чанадалберти , - Чанадпалота , - Чањтелек , |

 означене општине су „велика“ села.